# Le Sueur
Le Sueur é uma cidade localizada no estado americano de Minnesota, no Condado de Le Sueur e Condado de Sibley.

## Demografia
Segundo o censo americano de 2000, a sua população era de 3922 habitantes.
Em 2006, foi estimada uma população de 4276, um aumento de 354 (9.0%).

## Geografia
De acordo com o United States Census Bureau tem uma área de
12,1 km², dos quais 11,6 km² cobertos por terra e 0,5 km² cobertos por água. Le Sueur localiza-se a aproximadamente 251 m acima do nível do mar.

## Localidades na vizinhança
O diagrama seguinte representa as localidades num raio de 20 km ao redor de Le Sueur.